# Polsko na Letních olympijských hrách 1960
Polsko na Letních olympijských hrách 1960 v italském Římě reprezentovalo 185 sportovců, z toho 156 mužů a 29 žen. Nejmladší účastník byl Jerzy Kowalewski (16 let, 114 dní), nejstarší pak Marek Roszczynialski (42 let, 276 dnů). Reprezentanti vybojovali 21 medailí, z toho 4 zlaté, 6 stříbrných a 11 bronzových.

## Medailisté
| Medaile | Jméno                                                                                        | Sport      | Disciplína                       |
| ------- | -------------------------------------------------------------------------------------------- | ---------- | -------------------------------- |
| Zlato   | Zdzisław Krzyszkowiak                                                                        | atletika   | muži 3000 m překážek             |
| Zlato   | Józef Szmidt                                                                                 | atletika   | muži trojskok                    |
| Zlato   | Ireneusz Paliński                                                                            | vzpírání   | muži lehkotěžká váha do 82,5 kg  |
| Zlato   | Kazimierz Paździor                                                                           | box        | muži lehká váha do 60 kg         |
| Stříbro | Elżbieta Krzesińská                                                                          | atletika   | ženy skok daleký                 |
| Stříbro | Jarosława Jóźwiakowská                                                                       | atletika   | ženy skok vysoký                 |
| Stříbro | Tadeusz Walasek                                                                              | box        | muži váha střední do 75 kg       |
| Stříbro | Zbigniew Pietrzykowski                                                                       | box        | muži váha polotěžká do 81 kg     |
| Stříbro | Jerzy Adamski                                                                                | box        | muži pérová váha do 57 kg        |
| Stříbro | Ryszard Zub Wojciech Zabłocki Andrzej Piątkowski Jerzy Pawłowski Emil Ochyra Marek Kuszewski | šerm       | muži šavle – družstvo            |
| Bronz   | Władysław Zieliński Stefan Kapłaniak                                                         | kanoistika | muži kajak K-2 1000 m            |
| Bronz   | Daniela Walkowiak                                                                            | kanoistika | ženy kajak K-1 500 metrů         |
| Bronz   | Tadeusz Trojanowski                                                                          | zápas      | muži volný styl do 57 kg         |
| Bronz   | Jan Bochenek                                                                                 | vzpírání   | muži lehkotěžká váha do 82,5 kg  |
| Bronz   | Teodor Kocerka                                                                               | veslování  | muži skif                        |
| Bronz   | Brunon Bendig                                                                                | box        | muži váha bantamová do 54 kg     |
| Bronz   | Lech Drogosz                                                                                 | box        | muži váha lehká střední do 67 kg |
| Bronz   | Marian Kasprzyk                                                                              | box        | muži velterová váha do 63,5 kg   |
| Bronz   | Tadeusz Rut                                                                                  | atletika   | muži hod kladivem                |
| Bronz   | Kazimierz Zimny                                                                              | atletika   | muži běh na 5 000 m              |
| Bronz   | Teresa Wieczorek Barbara Janiszewska Celina Jesionowska Halina Richter                       | atletika   | ženy štafeta 4 × 100 m           |